# ギャングスタ・ラップ
ギャングスタ・ラップ（Gangsta rap）は、ラップのジャンルの1つである。
一般的には、暴力的な日常をテーマにしたラップ・ミュージックを指す言葉で、代表的なアーティストには、ドクター・ドレー、スヌープ・ドッグ、N.W.A、2パックなどがいる。
なお「ギャングスタ（Gangsta）」とは、本来はストリートギャングやヤクザ者のことを表すスラングだが、「タフな人」「男らしさ」などの意味で用いられることもある。『マーダードッグ・マガジン』や『オゾン』などの雑誌がギャングスタ・ラップを紹介し、ペン&ピクセルやPhunky Phat Graph-Xが、ギャングスタ・ラップのジャケット・アートを担当した。

## 概要
フィラデルフィアのスクーリーDによる1985年のアルバムが、最初期の作品であるとされている。ニューヨークでは1987年のブギ・ダウン・プロダクションズのアルバム『クリミナル・マインデッド』に、ギャングについての曲が収録されている。2011年、アイス-Tは自伝の中で東海岸のラッパー、スクーリーDがギャングスタ・ラップのインスピレーションであると述べている。スクーリーD、アイス-T、N.W.A.らはギャングスタ・ラップの元祖とされている。

## 歴史

### 1980年代、1990年代

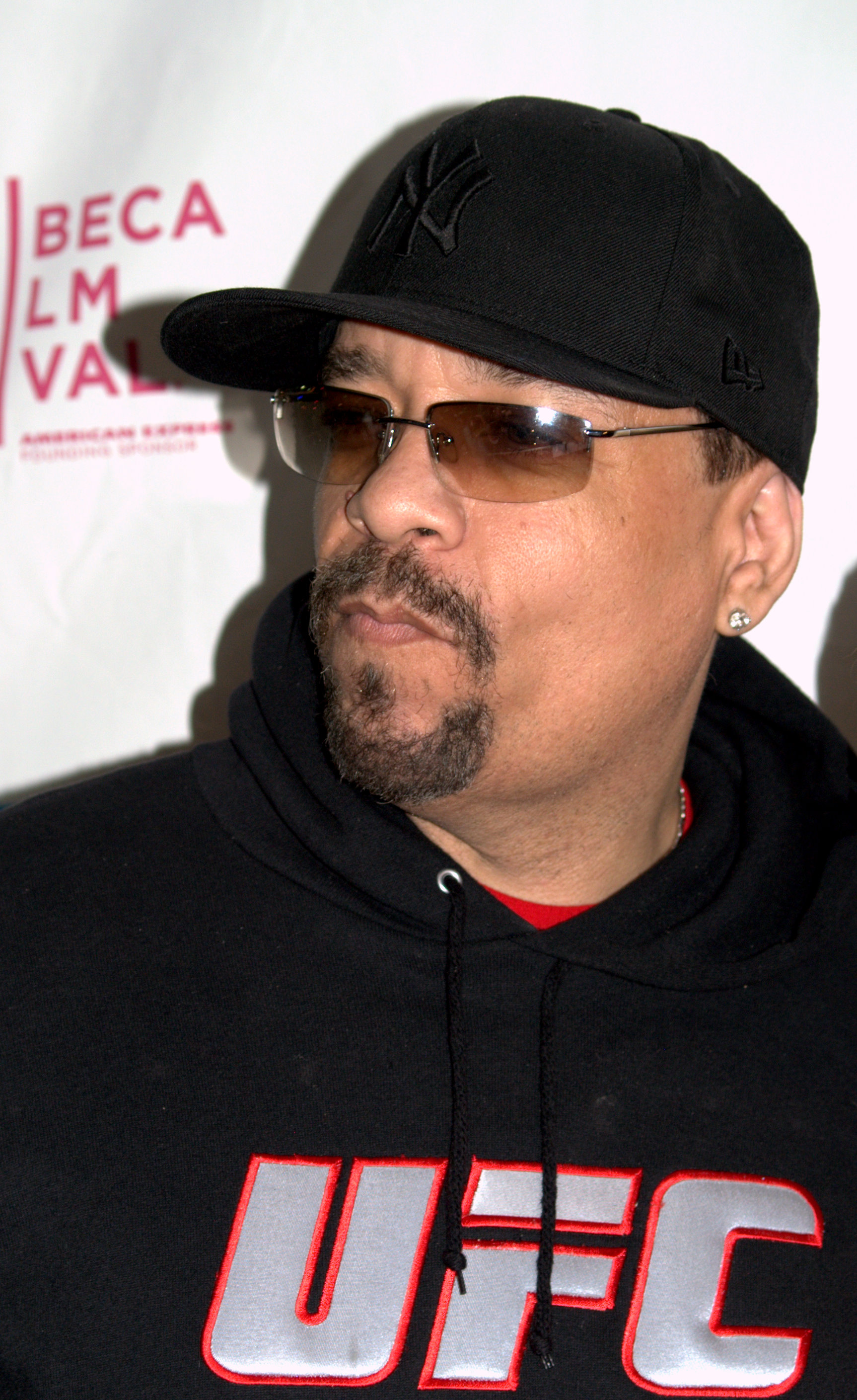
ギャンスタ・ラップの第一人者とされているアイス-T。

1988年にアイス-Tのアルバム『パワー』から「アイム・ユア・プッシャー」がヒットしたのが、ギャングスタ・ラップの快進撃のきっかけとなった出来事だった。また、オークランドのトゥー・ショートのアルバムも話題となった。その後、1988年から1989年にかけてN.W.A.のアルバム『ストレイト・アウタ・コンプトン』が空前の大ヒットとなり、全米にギャングスタ・ラップの存在が認識されることとなる。しかし、当初のN.W.A.に対する評価は非難ごうごうであり、肯定的な評価は少なかった。しかし1990年代にはいると、1992年にN.W.A.のメンバーの一人だったドクター・ドレーが発表したアルバム『ザ・クロニック』により、ラップ・ミュージックの中で最も影響力を持つ存在となった。この頃からようやくギャンスタ・ラップがR&Bチャートやポップ・チャートでヒットを出せる音楽へと発展し始めた。彼らの楽曲には、バックトラックにPファンクやジェームス・ブラウンを使用するなどの共通点が見られる。これと同時期に、ドレーとシュグ・ナイトが創設したレーベル「デス・ロウ・レコード」から、2パックやスヌープ・ドッグ等のアーティストが商業的な面でも成果を収めるようになる。さらにイージー・イー、アイス・キューブ、The D.O.C.、DJ・クイック、アバヴ・ザ・ロウ、MCエイト、コンプトンズ・モスト・ウォンテッド、トゥー・ショート、アント・バンクス、スパイス・ワンらのギャングスタ・ラッパーも斬新な内容のアルバムを発表し、シーンを活気づかせた。その後、2パックとイージー・イーは、惜しくも若くして亡くなってしまった。1990年代前半はウエストコースト・ラップの全盛期だったが、1990年代の後半以降は次第にサザン・ラップやチカーノ・ラップへと、シーンの中心が移っていった。サザン・ラップでは、ゲトー・ボーイズが1990年代初頭には早くもヒットを出していた。しかし本格的に南部の人気が出てきたのは、マスター・Pのノー・リミット・レコードや、キャッシュ・マネー・レコードのラッパーたちがヒットを出し初めてからである。チカーノ・ラップでは、キッド・フロストやメロウ・マン・エースが活躍した。

### 2000年代以降
2000年代になってもサザン・ラップやチカーノ・ラップは、一定の人気を保ってきた。チカーノ・ラップではMs Krazie、ミスター・ナイトオウル、チノ・グランデ、ミスター・クリミナル、ミスター・カポーン・イー、ミスター・サンチョらが活躍した。レーベルでは、アーバン・キングス・ミュージックなどのチカーノ・レーベルが登場した。2000年代に活躍したギャングスタ・ラッパーには50セントがいた。また、リル・ジョン等の登場により、電子音楽を多用した新しいヒップホップ・ジャンル「クランク」が発生したが、1990年代当時の勢いを失い始める。オプラ・ウィンフリー、ビル・コスビー、スパイク・リー監督等のアメリカを代表する黒人セレブ達によるギャングスタ・ラップの攻撃性に対する批判も、ギャングスタ・ラップの勢いを弱める一因になったという説もある。
反社会的な内容を含むギャングスタ・ラップは長年、各方面から批判を受け続けている。ティッパー・ゴアらのロビー活動によって、ラップやヘヴィメタルなどの歌詞の内容はアメリカ議会で攻撃を受けた。その結果、これらのCDジャケットには「ペアレンタル・アドバイザリー」の表示が義務付けられた。ギャングスタ・ラップの歌詞は、アフリカ系アメリカ人に対して人種差別を行う白人優位社会への抵抗という見方も存在する。2020年には警察官による黒人殺害事件に対する抗議行動として、ブラック・ライヴズ・マター運動が盛り上がった。